# Sailly-Saillisel
Sailly-Saillisel é uma comuna francesa na região administrativa de Altos da França, no departamento de Somme. Estende-se por uma área de 9,39 km². Em 2010 a comuna tinha 485 habitantes (densidade: 51,7 hab./km²).